# سید اشرف‌الدین حسینی
سید اشرف‌الدین حسینی گیلانی/قزوینی (۱۲۸۷ قزوین - ۱۳۵۲ ه.ق. تهران یا ۱۲۴۹-۱۳۱۲ ه.ش) مشهور به نسیم شمال ،شاعر احمداسرا، نویسنده و مدیر روزنامه نسیم شمال از روزنامه‌های دوره مشروطیت ایران بود.
اشرف‌الدین چنان‌که خود گفته‌است در ۱۲۸۸ ه‍. ق/۱۸۷۰م در قزوین زاده شد. نام پدرش را سیداحمد حسینی قزوینی گفته‌اند. در ۶ ماهگی پدر را از دست داد و میراث پدریش غصب شد. این رویداد او و خانواده‌اش را با فقر و تنگدستی روبه‌رو ساخت.
اشرف‌الدین تحصیلات مقدماتی را در مدرسهٔ صالحیهٔ قزوین نزد ملاعلی طارمی و ملامحمد علی برغانی صالحی به پایان رساند و سپس رهسپار عتبات شد. در کربلا در درس فقه و اصول میرزاعبدالله و میرزا علی‌نقی برغانی صالحی حاضر شد؛ و پس از حدود ۵ سال به قزوین بازگشت. اشرف‌الدین پس از آن در تبریز به ادامهٔ تحصیل پرداخت و نزد استادان آن دیار صرف و نحو، هیئت، جغرافیا، هندسه، فقه، منطق و کلام آموخت و چنان‌که خود می‌گوید: با «پیری روشن ضمیر» دیدار کرد که تأثیر بسزایی در حیات روحی و معنوی وی نهاد.
تحول اساسی در زندگی او هنگامی رخ داد که در ۱۳۲۴ ه‍.ق به رشت مهاجرت کرد. اشرف‌الدین در این سال‌ها با رهبران مشروطیت در گیلان آشنا شد و نخستین شمارهٔ نسیم شمال را به صورت هفتگی منتشر ساخت. اما نزدیکی وی به برخی از اعیان با نفوذ گیلان چون سپهدار رشتی، سردار معتمد و سپهسالار محمدولی خان تنکابنی، سبب درگیری و مشاجرات قلمی او با برخی از روزنامه‌نگاران گیلانی شد.
اشرف‌الدین پس از بمباران و انحلال مجلس، از بیم مأموران محمدعلی شاه با لباس مبدل از طریق روستاهای گیلان و قزوین به اشتهارد گریخت. پس از فرار اشرف‌الدین از رشت، نسیم شمال نیز به مدت ۷ ماه توقیف شد. در بازگشت به رشت، اشرف‌الدین به عضویت «کمیتهٔ ستّار» که معزالسلطان، تربیت، کسمایی، برادران اسکندانی و تنی چند از دیگر مبارزان گیلان آن را تشکیل داده بودند، درآمد. این کمیته با رهبران سوسیال دموکرات قفقاز برای تأمین اسلحه و تهیهٔ طرح‌های پیشبرد انقلاب همکاری داشت. به نظر می‌رسد که بسیاری از اندیشه‌های سیاسی اشرف‌الدین در همین دوره و با حضور در این محفل پایه‌ریزی شده باشد، چه پس از آن وی روزنامه‌اش را به نشر افکار «کمیتهٔ ستار» اختصاص داد.
چندی بعد در پی اولتیماتوم روس‌ها و انحلال مجلس دوم (۱۳۳۰ه‍. ق/ ۱۹۱۲م)، نسیم شمال مجدداً تعطیل شد و اشرف‌الدین بار دیگر ناگزیر از ترک رشت شد. ظاهراً فشار مأموران تزاری و کنسول روس در خروج او از رشت بی‌تأثیر نبوده‌است. پس از آن، روس‌ها چاپخانهٔ عروةالوثقی را که نسیم شمال در آن چاپ می‌شد، ویران کردند. از این هنگام تا انتشار مجدد نسیم شمال در تهران، از زندگی او آگاهی چندانی در دست نیست.
اشرف‌الدین پس از ورود به تهران چندی در سایهٔ حمایت سپهدار رشتی زیست. محل اقامت او در تهران، ابتدا در پارک امین الدوله، سپس حجره‌ای کوچک در ضلع شرقی مدرسهٔ صدر، و در پایان عمر منزلی محقر در شرق تهران بود. از زندگی خانوادگی اشرف‌الدین چون دیگر جنبه‌های زندگی شخصی او آگاهی‌های دقیقی در دست نیست. به گفتهٔ نفیسی عشق نافرجام او در جوانی سبب تنهایی و تجردش تا پایان عمر شد.
نام گذاری روزنامه آن از شعر حافظ برداشته شده است که میگوید:
خوش خبر باشی ای نسیم شمال که به ما می‌رسد زمان وصال
قصّةُ العشقِ لا انفصام لها فُصِمَت ها هُنا لسانُ القال

## نام و نسب
پدرش «آقا عبدالله بَرَغانی» (م ۱۲۸۹ق) امام جمعه وقت قزوین و فرزند «شیخ محمّد تقی برغانی» مشهور به «شهید ثالث» و مادرش «سیّده زهرا خانم» نام داشت. اشرف‌الدین با استناد به مدارکی نویافته، ادّعا می‌کرد که خاندان برغانی از سادات هستند و اصرار داشت که عالمان این خاندان باید رنگ عمامه خود را تغییر دهند. او در پاسخ به اعتراض برادر بزرگترش می‌گفت:
«من انتساب به امّ خواهم کرد و سلسله نَسَبی خود را از مادر خواهم گرفت که سیّده و اولاد پیامبر است.»
همین دیدگاه موجب شده که نسیم شمال در برخی منابع، سیّد پنداشته شود. پدر در زمان حیات و در آغازین روزهای تولّد، نام «شمس الدین» برای او برگزید. مادرش اما پس از مرگِ پدر، نام «اشرف‌الدین» بر وی نهاد. به دنبال درگذشت پدر، سهم ارث اشرف‌الدین و مادرش را غصب کردند و روزگار دشواری برای او و مادرش پدیدار شد. مادر اشرف‌الدین به ناچار به عقد سیّداحمد قزوینی درآمد و اشرف‌الدین چندی در کنار آنان روزگار گذراند تا اینکه «میرزا محمّدتقی شهیدی» (م۱۳۳۸ق) برادر اشرف‌الدین، سرپرستی وی را عهده‌دار شد و اشرف را به مدرسه صالحیه قزوین فرستاد.
سعید نفیسی او را اینگونه توصیف می کند :«از میان مردم بیرون آمد و با مردم زیست و در میان مردم فرو رفت و شاید هموز در میان مردم باشد این مرد نه پولی به هم زد نه خانه ای ساخت، نه ملکی خرید نه مال کسی را خورد و برد نه خون کسی را گردن گرفت روز ولادت او را کسی جسن نگرفت و من خودم شاهد بودم که در مرگ او ختم هم نگذاشتند »

## واپسین سالهای زندگی

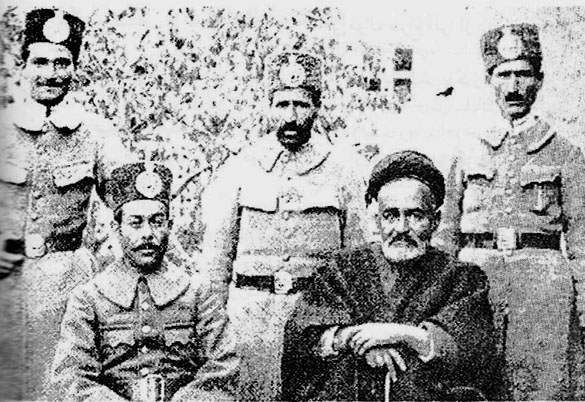
عکس یادگاری چند نظامی رتبه بالا با سید اشرف‌الدین گیلانی، در روز دستگیر شدن توسط نظمیه و بردن او به دارالمجانین تهران در نزدیکی دروازه قزوین

دربارهٔ واپسین سال‌های زندگی و بیماری روحی او، گزارش‌های مبهم و متناقضی وجود دارد. به روایتی وی در ۱۳۰۹ش دچار اختلال حواس شد. دربارهٔ سبب بروز اختلال مشاعر و رهایی او از تیمارستان نیز نظرها متفاوت است: برخی تلاش محمّدتقی بهار را در رهایی اشرف‌الدین از تیمارستان و ملزم کردن خانوادهٔ سپهدار به پرداخت نفقه به او، مؤثر شمرده‌اند. فخرایی از کوشش سید حسن مدرس در رهایی سید از تیمارستان یاد کرده‌است. اشرف‌الدین ظاهراً در بحران بیماری نیز از فعالیت‌های ادبی هر چند محدود بازنمانده بود.

اشرف‌الدین گیلانی، برپایهٔ آگهی‌ئی که در نسیم شمال (اول فرودین ۱۳۱۳) چاپ و دو روز پس از مرگ وی منتشر شد، در ۲۹ اسفند ۱۳۱۲ کمی پس از رهایی از تیمارستان و در اولین روزهای آغاز پانزدهمین سال انتشار نسیم شمال درگذشت. او را در گورستان ابن بابویه به خاک سپردند.

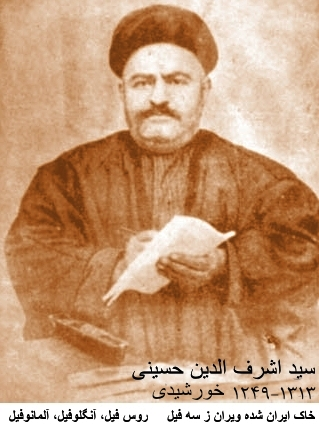
سید اشرف‌الدین حسینی گیلانی

حسین نعیمی ذاکر، ملقب به «حسین مجرد»، فکاهی‌نویس مشهور، سردبیر روزنامه شهر فرنگ و دوست صمیمی اشرف‌الدین گیلانی، می‌گوید: "روزنامه او هر روز ولوله‌ای در شهر براه می‌انداخت. سیدی بود یک لا قبا، نه بیم داشت و نه احتیاج… دولت‌ها از دست او به ستوه آمده بودند. سرانجام او را به عنوان دیوانه به دارالمجانین فرستادند و به زنجیر بستند. بیچاره هر قدر نامه نوشت و لابه کرد گوش شنوا نیافت و سرانجام معلوم نشد چرا اورا سربه نیست کردند. در فروردین ماه ۱۳۱۲(!) (یحیی آرین پور در «صبا تا نیما» آورده فروردین ۱۳۱۳(!)) از شهربانی، به من (حسین نعیمی ذاکر) در روزنامهٔ شهر فرنگ خبر دادند که نسیم شمال فوت کرده و توصیه شد ماجرا را در روزنامه نیاورم. جنازه را از دارالمجانین تحویل گرفتم و با درشکه به مسگرآباد برده و بدون اینکه کسی بفهمد دفن کردم"
سعید نفیسی در این رابطه می‌گوید: "اورا به تیمارستان شهر نو که در آن زمان «دارالمجانین» می‌گفتند بردند، در قسمت عقب تیمارستان جایی به او اختصاص دادند. من نفهمیدم چه نشانه جنونی در این مرد بزرگ بود. همان بود که همیشه بود. مقصود از این کار چه بود؟ این یکی از بزرگترین معماهای حوادث این دوران زندگی ماست. "
بنا بر گفته‌ها در منابع یاد شده و موثق، به قلم سعید نفیسی و حسین نعیمی ذاکر، اشرف‌الدین گیلانی مشکل روانی نداشته، محجور نبوده و از تیمارستان نیز رهایی نیافته. او در تیمارستان تحت شرایط مشکوکی درگذشت.

## اشعار
اشعار سید اشرف‌الدین گیلانی بیش از بیست هزار بیت است. کتاب باغ بهشت و نسیم شمال قسمتی از آثار فکاهی اوست.
در انتقاد از اوضاع ایران چنین می‌گوید:
نه درس به کار آید و نه علم ریاضی
نه قاعدهٔ مشق و نه مستقبل و ماضی
نه هندسه و رسم و مساحات اراضی
خواهی که شوی مجتهد و مفتی و قاضی
رو مسخرگی پیشه کن و مطربی آموز
صد سال اگر درس بخوانی همه هیچ است.
در مدرسه یک عمر بمانی همه هیچ است.
خود را به حقیقت برسانی همه هیچ است.
جز مسخرگی هر چه بدانی همه هیچ است.
رو مسخرگی پیشه کن و مطربی آموز
او که از جناح‌های سیاسی غریبه گرا در میهن رنج بسیار می‌برد این سروده معروف خود را در نسیم شمال منتشر کرد:
خاک ایران شده ویران ز سه فیل
روس فیل، انگل فیل، آلمان فیل
دوش کردم به خرابات گذر
تا به قلیان زنم از بنک (بنگ) شرر
مرشدی دیدم با بوق و تبر
پک به قلیان زد و می‌خواند زبر
خاک ایران شده ویران ز سه فیل…

## پیش‌بینی او در رابطه با بردنش به تیمارستان
مطالب نسیم را تمام تعریف میکنن

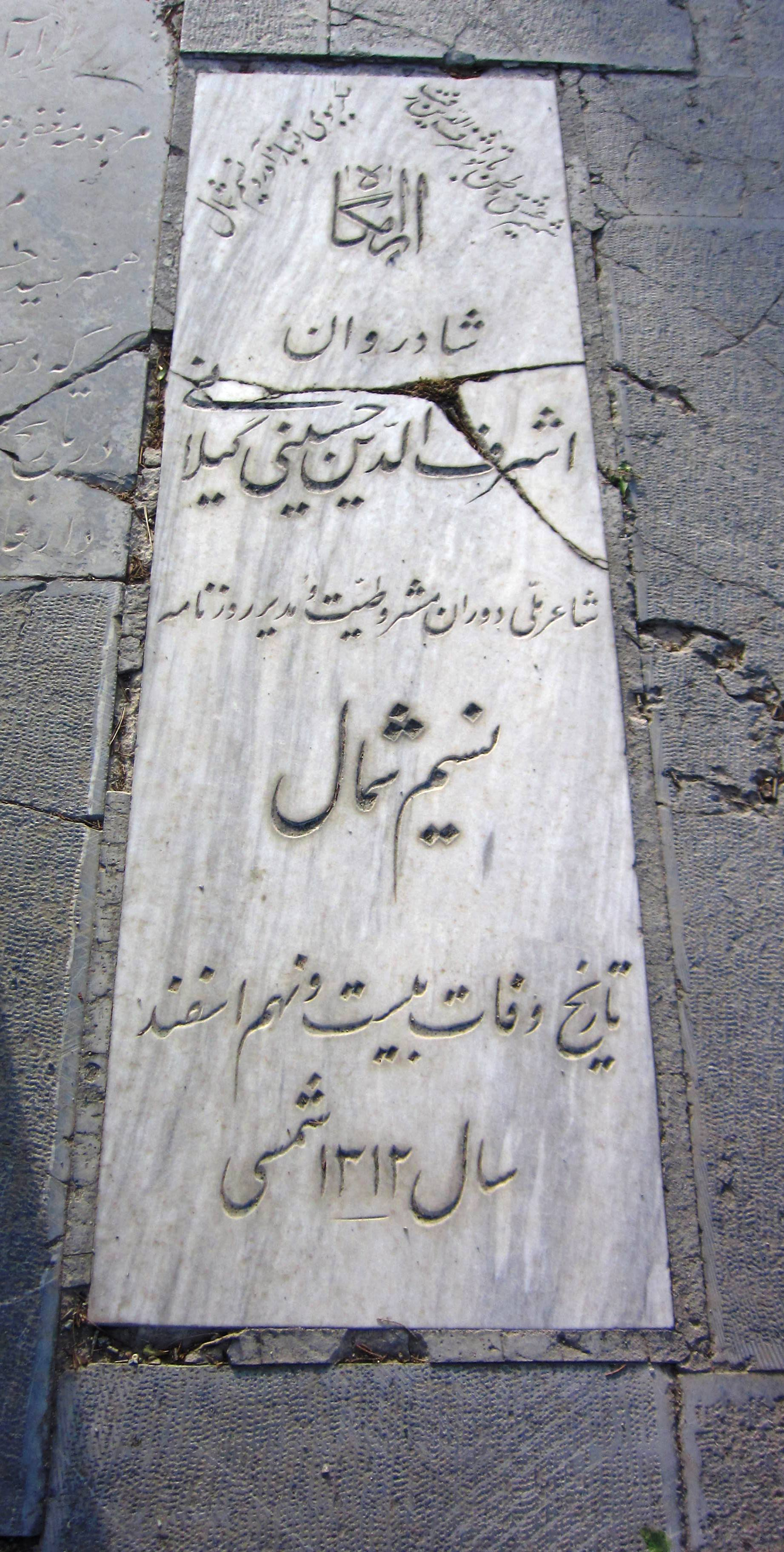
آرامگاه سید اشرف‌الدین حسینی گیلانی در گورستان ابن بابویه، شهر ری

منکر غول و جن مشو وگرنه تکفیر می‌کنن
یقین بدان که شیر از ترس زنجیر می‌کنن
برو به کنج مدرسه بخور تو نان و اشکنه
آسته برو، آسته بیا که گربه شاخت نزنه 

## درباب محدودیت‌ها و خط قرمزها برای شاعران و نویسندگان
| دست مزن! چشم، ببستم دو دست  |  | راه مرو! چشم، دو پایم شکست |
| حرف مزن! قطع نمودم سخن      |  | نطق مکن! چشم، ببستم دهن    |
| هیچ نفهم! این سخن عنوان مکن |  | خواهشِ نافهمیِ انسان مکن     |
| لال شوم، کور شوم، کر شوم    |  | لیک محال است که من خر شوم  |

## اعتراض به تخریب قبور امامان شیعه در شهر مدینه
هم‌زمان با انتشار اخبار هجوم وهابی‌ها به مدینةالنبی و تخریب آثار تاریخی اسلامی، شعری در رثای این واقعه سرود که در روزنامه‌اش با عنوان «همت کنید راجع به مدینه طیبه» به چاپ رسید.